# Sosna drobnokwiatowa
Sosna drobnokwiatowa (Pinus parviflora Siebold et Zucc.) – gatunek drzewa iglastego z rodziny sosnowatych (Pinaceae). Sosna drobnokwiatowa występuje w Japonii i Korei Południowej (wyspa Ulleungdo).

## Morfologia
PokrójDrzewo iglaste o pokroju kolumnowym, czasem nieregularnym. Starsze egzemplarze przybierają kształt parasolowaty. Korona gęsta, z nisko osadzonymi gałęziami.
PieńW rodzimym klimacie osiąga wysokość 25 m, chociaż przeważnie nie przekracza 8–10 m. Średnica pnia do 1 m. Kora na początku szara i gładka, z czasem szarobrązowa i spękana. Pień prosty, czasem podzielony na 2 lub 3.
LiścieIgły zebrane po 5 na krótkopędach, sztywne, lekko wygięte, długości 3–6 cm, z wierzchu ciemnozielone, od spodu srebrzyste.
SzyszkiSzyszki męskie cylindryczne, czerwono-brązowe, długości 5–6 mm, wyrastają w grupach po 20–30 u podstawy młodych pędów. Szyszki żeńskie w grupach po 1–10 w pobliżu szczytu młodych pędów. Dojrzałe brązowe, jajowate, o długości 6–8 cm, średnicy 3–3,5 cm. Nasiona brązowo-czarne, o długości 8–10 mm, z krótkim skrzydełkiem (3–7 mm).

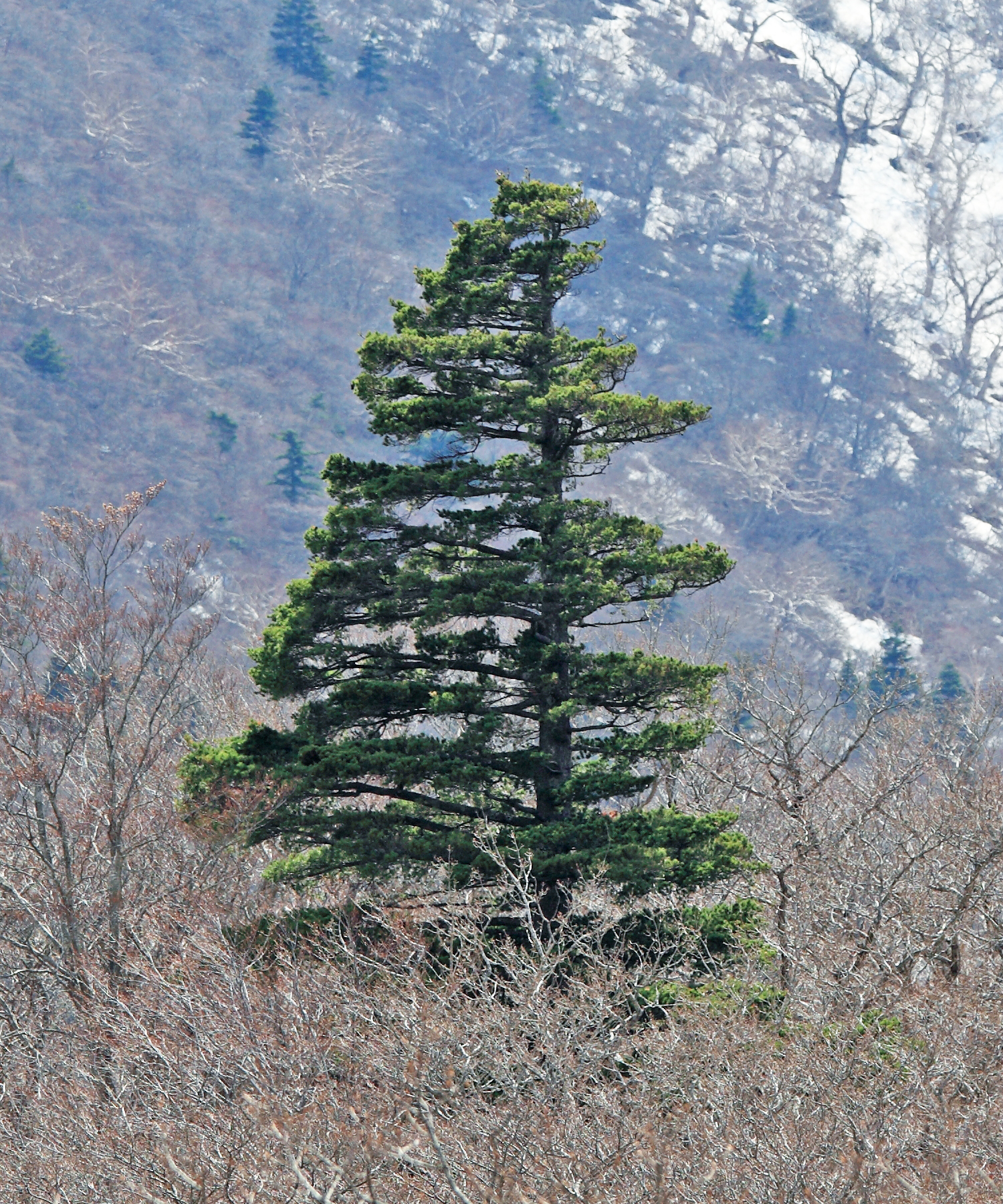
Pokrój
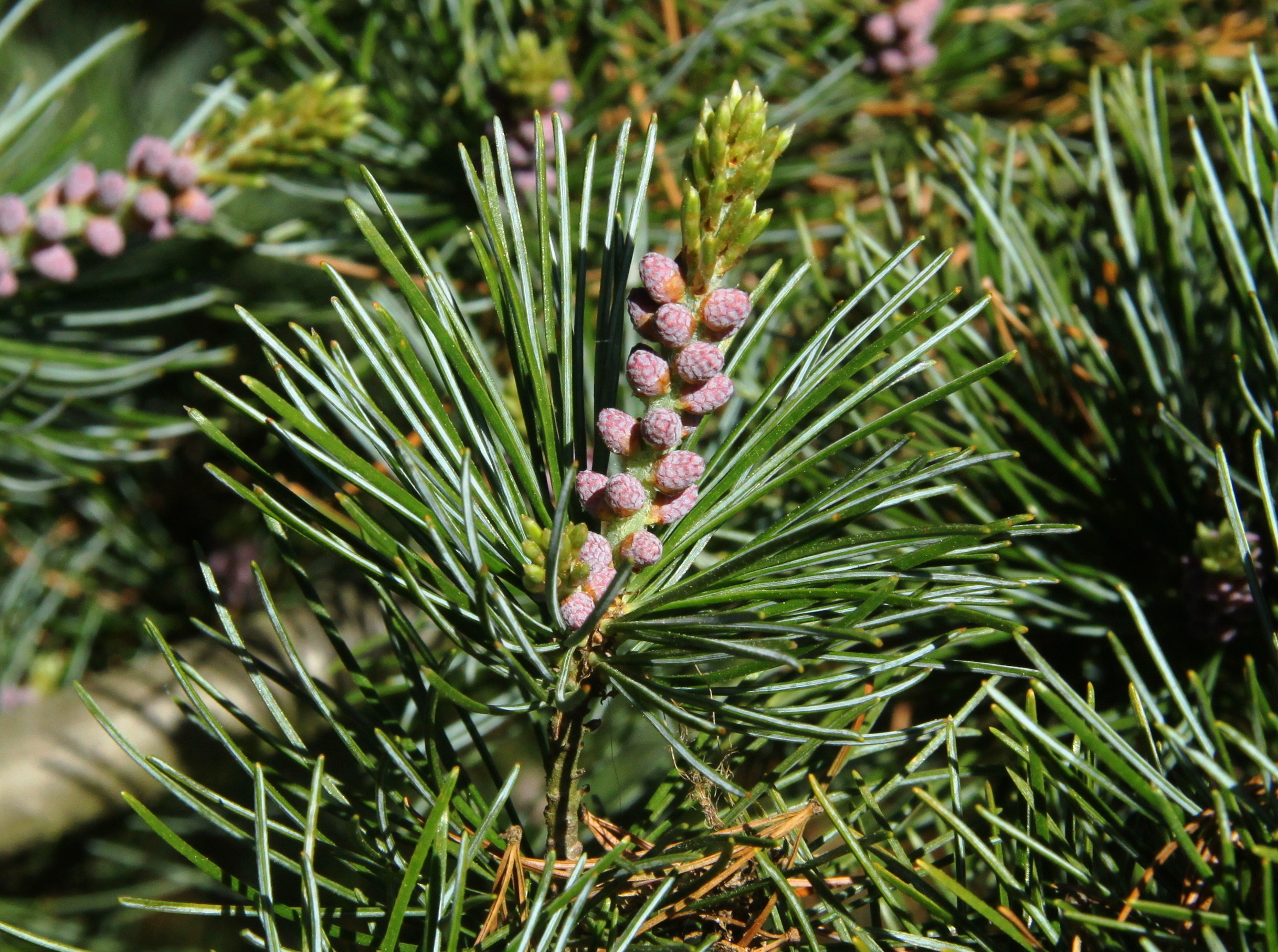
Igły, kwiaty męskie, pęd
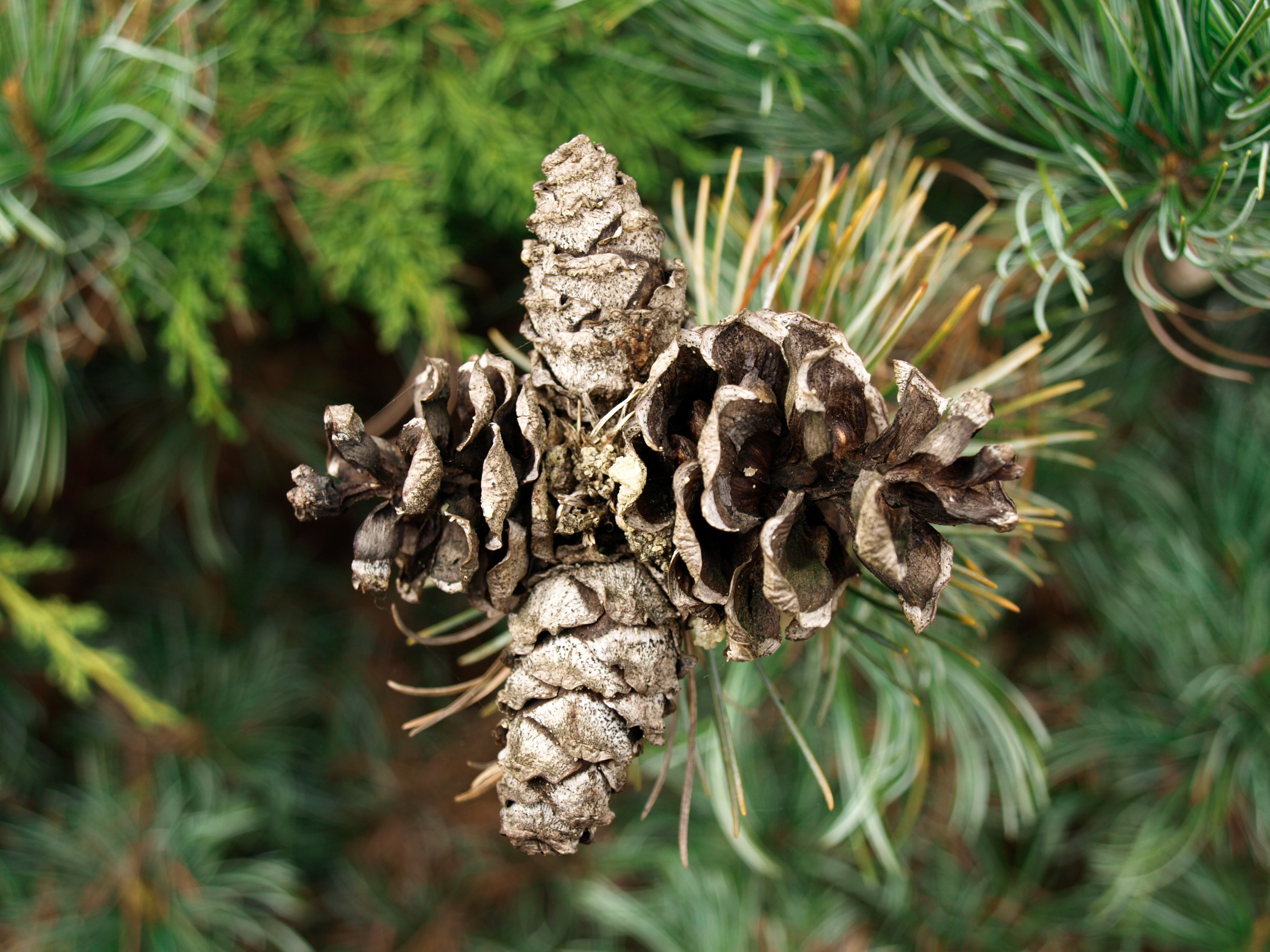
Szyszki nasienne

## Biologia i ekologia
Drzewo wolno rosnące i wiecznie zielone. Gatunek jednopienny. Pylenie w maju, nasiona dojrzewają w październiku następnego roku. Szyszki po otworzeniu pozostają na drzewie przez wiele lat. Igły trójkątne w przekroju poprzecznym, z 2 kanałami żywicznymi.
Wymagania glebowe i wilgotnościowe niewielkie, lubi miejsca nasłonecznione. Porasta górzyste tereny, odmiana typowa na wysokościach 200–1800 m n.p.m., odmiana var. pentaphylla 60–800 m na Hokkaido i 300–2500 m na Honsiu. Jest wytrzymała na mróz i rdzę wejmutkowo-porzeczkową.
Nasiona rozsiewane są przez orzechówkę (Nucifraga caryocatactes).

## Systematyka i zmienność
Pozycja gatunku w obrębie rodzaju Pinus:
- podrodzaj Strobus
  - sekcja Quinquefoliae
    - podsekcja Strobus
      - gatunek P. parviflora

Wyróżnia się dwie odmiany:
- P. parviflora var. parviflora (syn.: P. cembra L. var. japonica E.J. Nelson, Strobus parviflora (Sieb. et Zucc.) Moldenke, P. cembra Thunb. non L., P. heterophylla C. Presl non K. Koch, P. himekomatsu Miyabe et Kudô) – odmiana typowa
- P. parviflora var. pentaphylla (Mayr) A. Henry 1910 (syn. P. pentaphylla Mayr) – skrzydełka nasion trochę dłuższe (10–12 mm).

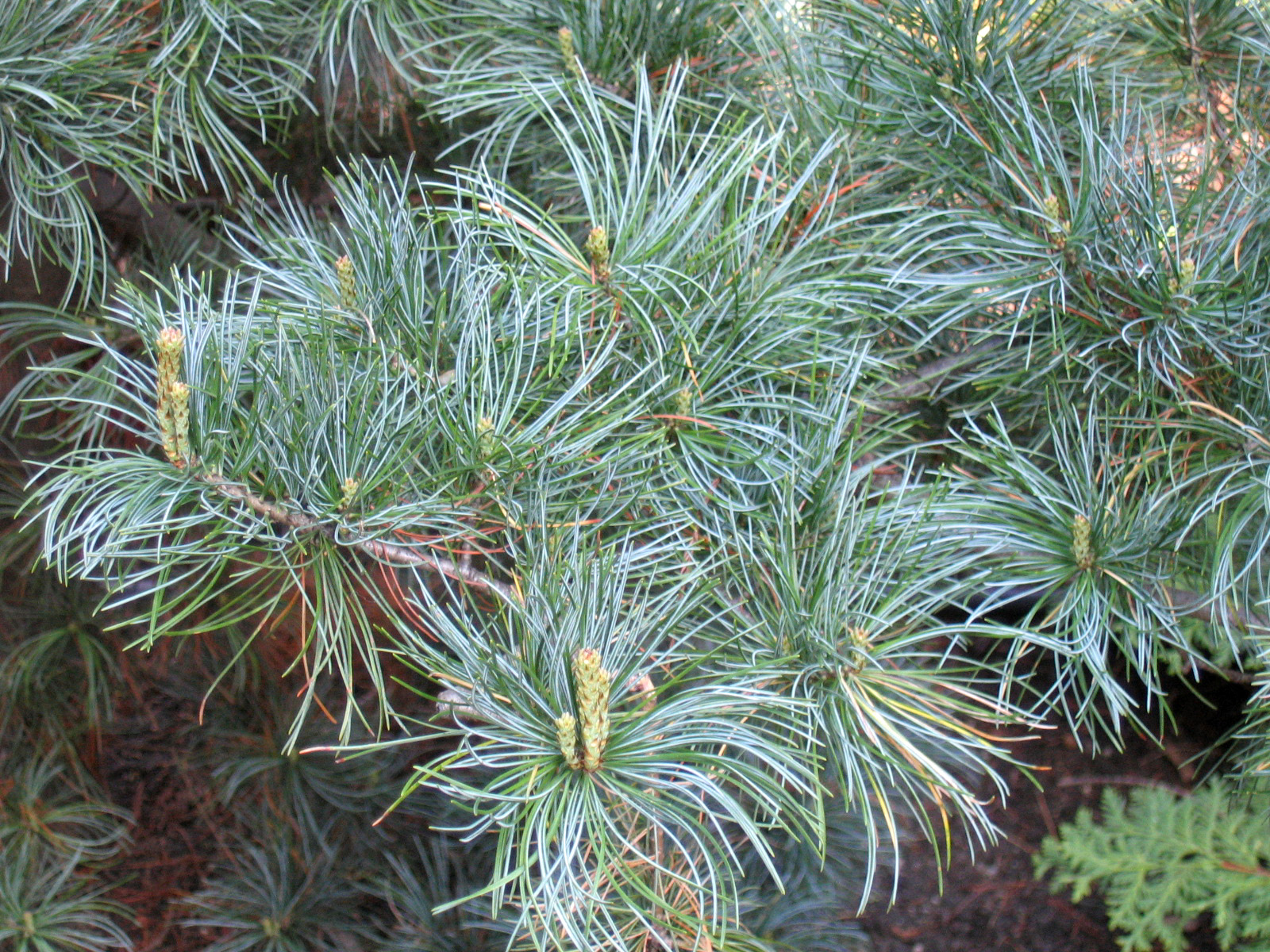
Odmiana 'Glauca'

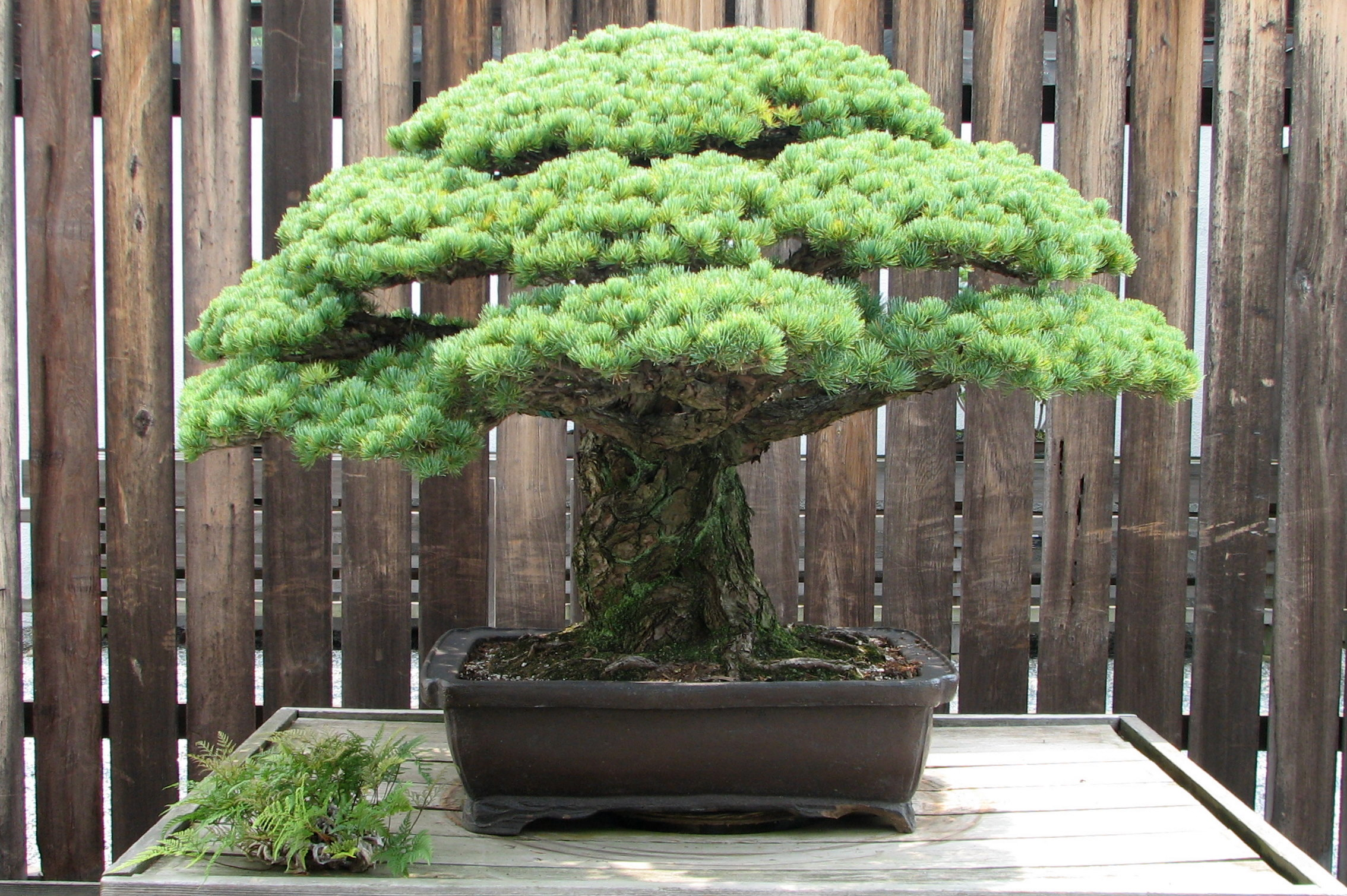
Bonsai, odmiana 'Miyajima'

Sosna drobnokwiatowa posiada wiele kultywarów, w tym:
- 'Blauer Engel'
- 'Blue Giant'
- 'Glauca'
- 'Miyajima'

## Zagrożenia
Międzynarodowa organizacja IUCN przyznała temu gatunkowi kategorię zagrożenia LC (least concern), czyli jest gatunkiem najmniejszej troski, spośród gatunków niższego ryzyka.

## Zastosowanie
Drzewo ozdobne
W Japonii uprawiane jako bonsai, w Polsce rzadkie, sadzone w arboretach lub ogrodach botanicznych.